# Onaya
Onaya is een bestuurslaag in het regentschap Nias Selatan van de provincie Noord-Sumatra, Indonesië. Onaya telt 221 inwoners (volkstelling 2010).